# Barnahátú rozsdásrigó
A barnahátú rozsdásrigó (Cossypha semirufa) a madarak (Aves) osztályának verébalakúak (Passeriformes) rendjéhez, ezen belül a légykapófélék (Muscicapidae) családjához tartozó faj.

## Rendszerezése
A fajt Eduard Rüppell német természettudós írta le 1840-ben, a Petrocincla nembe Petrocincla semirufa néven.

## Alfajai
- Cossypha semirufa donaldsoni Sharpe, 1895
- Cossypha semirufa intercedens (Cabanis, 1878)
- Cossypha semirufa semirufa (Rüppell, 1837)[2]

## Előfordulása
Kelet-Afrikában, Dél-Szudán, Eritrea, Etiópia, Kenya, Szudán és Tanzánia területén honos. Természetes élőhelyei a szubtrópusi és trópusi síkvidéki és hegyi esőerdők, magaslati cserjések, valamint vidéki kertek. Állandó, nem vonuló faj.

## Megjelenése
Testhossza 19 centiméter, testtömege 22-31 gramm.
|  |

## Természetvédelmi helyzete
Az elterjedési területe nagyon nagy, egyedszáma ugyan csökken, de még nem éri el a kritikus szintet. A Természetvédelmi Világszövetség Vörös listáján nem fenyegetett fajként szerepel.